# Cascades (entreprise)
Pour les articles homonymes, voir Cascades.
 (décembre 2017).
Cascades (TSX : CAS) est une papetière québécoise fondée en 1964 par Bernard Lemaire et ses frères Laurent et Alain.

## Activités

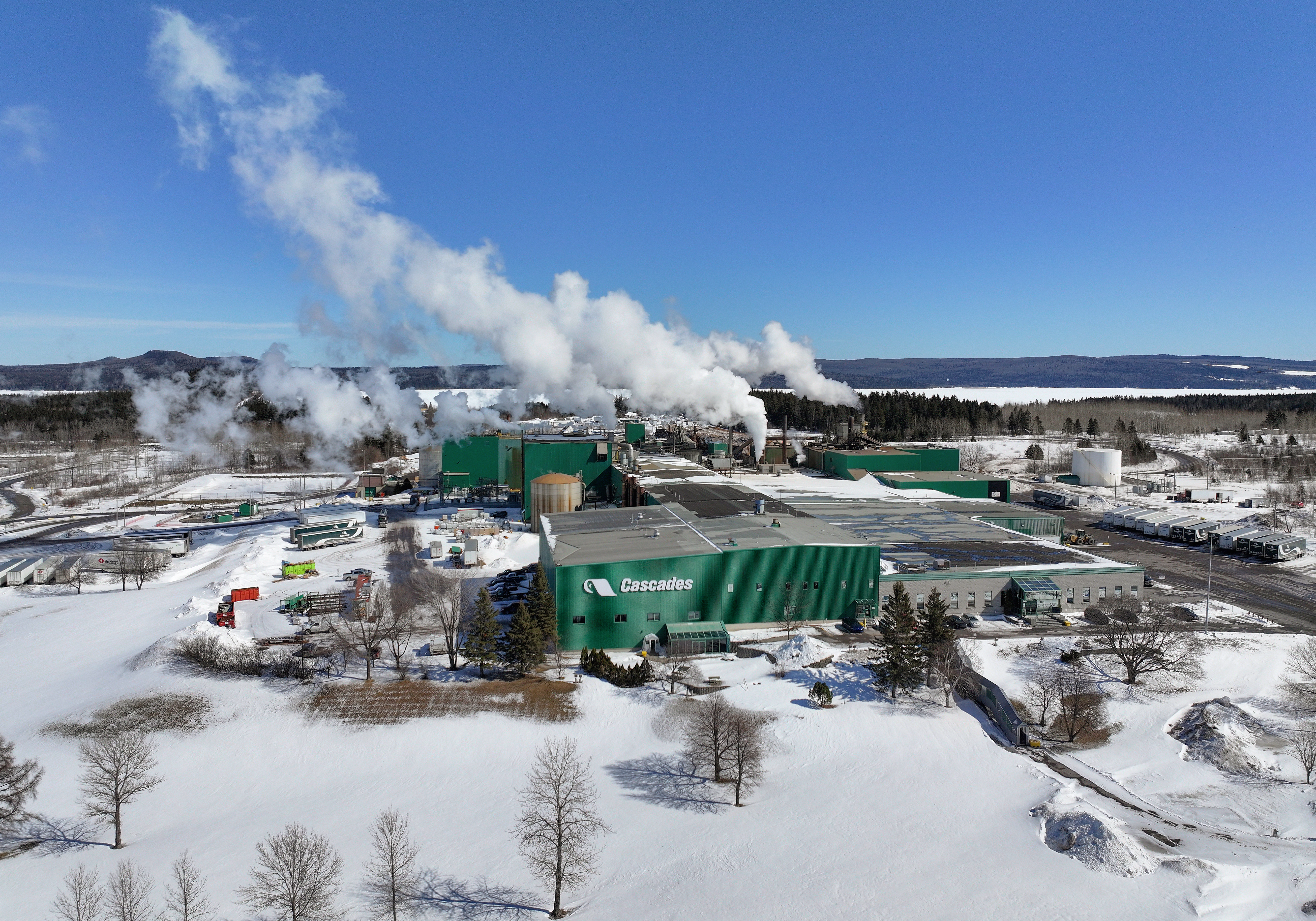
Usine d'emballage en carton à Témiscouata-sur-le-Lac, Québec

Ses principaux secteurs d'activités sont la récupération, l'emballage et le papier. Son siège social est situé à Kingsey Falls au Québec. Les activités de Cascades sont regroupées sous quatre groupes.
1. Cascades Groupe Carton Plat Europe fabrique des produits en carton plat couché à base de fibres vierges et recyclées comme des boîtes pliantes et des emballages microcannelures.
2. Cascades Emballage carton-caisse conçoit des produits de cartons-caisses et de carton plat, des emballages de carton ondulé ainsi que des boîtes pliantes. Près de 80 % des produits du Groupe carton-caisse se composent de fibres recyclées.
3. Cascades Groupe Produits Spécialisés concentre ses activités dans quatre secteurs : l'emballage industriel, l'emballage de produits de consommation ainsi que la récupération et le recyclage. Il conçoit entre autres du carton nid d'abeilles et des barquettes de polystyrène pour l'industrie de l'emballage alimentaire.
4. Cascades Groupe Tissu fabrique et transforme du papier tissu : papiers-mouchoirs, papiers essuie-tout, papiers essuie-mains, papiers hygiéniques, serviettes de table et chiffons de papier. Celui-ci conçoit des produits destinés aux marchés du commerce de détail et professionnel sous les marques Cascades Fluff(MC), Cascades Tuff(MC) et Cascades PRO(MC)[4].

## Principaux actionnaires
Au 29 mai 2020:
| Letko, Brosseau & Associates           | 17,3% |
| Laurent Lemaire                        | 13,2% |
| CI Investments                         | 8,96% |
| Mackenzie Financial                    | 1,50% |
| The Vanguard Group, Inc.               | 2,15% |
| Alain Lemaire                          | 5,54% |
| Caisse de dépôt et placement du Québec | 5,12% |
| Dimensional Fund Advisors              | 4,59% |
| Norges Bank IM                         | 1,77% |
| LSV Asset Management                   | 0,56% |

## Histoire

### 1960-1970
Cascades est fondée en 1964 à Kingsey Falls sous le nom de Papier Cascade inc. Bernard Lemaire ainsi que son frère Laurent achètent un vieux moulin désaffecté de la Dominion Paper Cie pour mettre sur pied leur propre entreprise de fabrication de papier à partir de fibres recyclées. Les frères Lemaire fondaient déjà de grands espoirs sur la population kingsey-falloise ; plusieurs citoyens se sont investis dans la compagnie, aux côtés des fondateurs. 
C'est en 1967 que Papier Cascade commence à générer des profits. Conscients de l'aide que leur ont donnée les employés, que l'on surnomme aujourd'hui les Cascadeurs, les frères Lemaire instaurent un programme de partage des profits. Ainsi, une partie des bénéfices engendrés est distribuée également parmi les membres du personnel. Durant cette même année, Alain Lemaire, le benjamin des trois frères, vient rejoindre officiellement les rangs de l'entreprise. À l'époque, Bernard est le président, Laurent le secrétaire-trésorier et Alain le directeur. Antonio Lemaire, père des trois fondateurs, occupe le poste de vice-président, mais s'affaire surtout à sa propre usine, la Drummond Pulp and Fiber. 
En 1969, elle affiche un bilan très encourageant. Les ventes calculées à 368 416 $ en 1964 ont triplé à 964 797 $ en 1969. Le nombre d'employés a presque quadruplé, passant de 12 à 43. Les nouvelles acquisitions et unités de la décennie (sous leurs appellations d'aujourd'hui) :
- Norampac – Kingsey Falls
- Cascades Transport

### 1970-1980
Après plus de 5 ans de croissance, Cascades met en marche Cascades Forma-Pak en 1971, une usine de fabrication de pâte moulée faite à 100 % de fibres recyclées[source insuffisante]. Plus tard on commencera à y produire des boîtes d'œufs en styromousse. Cascades devient ainsi la première au Québec à produire des contenants de styromousse, et la deuxième au Canada. Cette unité située à Kingsey Falls crée une soixantaine d'emplois. 
En 1972, c'est Cascades Papier Kingsey Falls et Plastiques Cascades qui font leur entrée au sein de la compagnie. Dans la première usine, on[Qui ?] fabrique du carton non couché fait à partir de fibres recyclées à 100 %. Dans la deuxième, on[Qui ?] se concentre dans la fabrication de produits en styromousse. L'usine fait principalement des boîtes d'œufs, qui auparavant étaient conçues chez Cascades Forma-Pak, et plus tard des assiettes. Graduellement, le « complexe de Kingsey Falls » prend de l'ampleur.
L'année 1974 marque le 10e anniversaire de Cascades. Elle compte 165 employés et réalise un chiffre d'affaires de 7,2 millions de dollars. Pendant ce temps, les frères Lemaire créent Norampac – Victoriaville, une usine fabriquant des boîtes de carton de toutes sortes. 
En 1976, les frères Lemaire s'engagent dans la création de l'usine de cartons-caisses Papier Cascades Cabano. Cette nouvelle installation permet de créer environ 120 emplois.
En 1977, Cascades se lance dans la fabrication de papiers tissu. L'usine jadis nommée Industries Cascades, située à Kingsey Falls, se spécialisera dans la fabrication de papiers hygiéniques, essuie-tout et industriels, tous composés de fibres recyclées.  
Les nouvelles acquisitions et unités de la décennie (sous leurs appellations d'aujourd'hui) :
- 1971 : Cascades Forma-Pak
- 1972 : Cascades Papier Kingsey Falls
- 1972 : Plastiques Cascades
- 1974 : Norampac – Victoriaville
- 1976 : Norampac Cabano
- 1977 : Cascades Groupe Tissu – Kingsey Falls
- 1978 : Cascades Conversion inc.

### 1982-1990
En 1983, Cascades entre en bourse,[source insuffisante]. Les frères Lemaire cèdent 20 % de celle-ci pour lancer un tout premier appel public à l'épargne à la Bourse de Montréal. Cascades devient la première entreprise à participer au régime d'épargne-actions[réf. souhaitée] (REA) instauré par le gouvernement du Québec. Durant cette même année, Cascades acquiert sa première usine américaine à Rockingham en Caroline du Nord. On y fabriquera[Qui ?] du papier tissu.
En 1985, Cascades s'implante à La Rochette, en France. Au même moment, les frères Lemaire ouvrent un centre de recherche et développement. 
En 1986, c'est la création de Cascades S.A. et son entrée à la Bourse de Paris. Tous ces changements permettent à l'entreprise d'acquérir quelques nouvelles usines à Blendecques en France, à Djupafors en Suède et à Duffel en Belgique. En Amérique du Nord, la participation des employés dans l'entreprise grandit aussi : plus de la moitié d'entre eux sont actionnaires de Cascades[réf. souhaitée].
Les nouvelles acquisitions et unités de la décennie (sous leurs appellations d'aujourd'hui) :
- 1982 : Cascades Services et Achats
- 1982 : Cascades Inopak
- 1983 : Cascades Groupe Carton Plat – East Angus
- 1983 : Cascades East Angus
- 1983 : Cascades Tissue Group – North Carolina
- 1984 : Cascades Groupe Carton Plat – Jonquière
- 1985 : Cascades S.A.S., Division La Rochette
- 1985 : Cascades Groupe Papiers Fins, Fibres Breakey
- 1985 : Centre de recherche et développement
- 1986 : Cascades Moulded Pulp
- 1986 : Cascades Lupel
- 1989 : Plastiques Cascades - Re-Plast
- 1989 : Cascades Djupafors A.B.

## Environemment
En 2022, plusieurs installations de la compagnie Cascades, dont celles situées à Cabano, Kingsey Falls, Candiac et Lachute, figuraient parmi les 89 entreprises québécoises bénéficiant d'une attestation d'assainissement délivrée par le ministère de l'Environnement et de la Lutte contre les changements climatiques (MELCC). Ces attestations permettent à des entreprises existantes, avant l'adoption de nouvelles normes environnementales, de déroger légalement à certaines exigences. Ce régime vise un resserrement progressif des standards environnementaux tout en tenant compte des réalités technologiques et économiques des entreprises.